# Eanbald Ier
Eanbald (mort le 10 août 796) est un archevêque d'York de la fin du VIIIe siècle. Il est appelé Eanbald Ier pour le distinguer de son successeur Eanbald II, qui porte le même nom.

## Biographie
Élève d'Æthelberht, Eanbald est nommé archevêque vers 777 ou 778, peut-être d'abord comme simple adjoint d'Æthelberht. Il n'est sacré qu'après la mort de son prédécesseur, avec un pallium ramené de Rome par son condisciple Alcuin.
Plusieurs synodes sont organisés durant l'archiépiscopat d'Eanbald. Celui de 786, organisé à l'occasion de la présence des légats pontificaux Georges d'Ostie et Théophylacte de Todi, condamne le régicide, alors que la Northumbrie traverse justement une période troublée : les rois Ælfwald et Æthelred sont assassinés en 788 et 796 respectivement. Après la mort d'Æthelred, Eanbald sacre son successeur Eardwulf le 14 mai. Il meurt trois mois plus tard dans un monastère non identifié nommé Ætlæte. Son corps est ramené à York pour être inhumé en la cathédrale de la ville.